# Мери Лин Бакстър
Мери Лин Бакстър (на английски: Mary Lynn Baxter) е американска писателка на бестселъри в жанра любовни романи, романс и романтичен трилър.

## Биография и творчество
Мери Лин Бакстър е родена на 28 юли 1943 г. в Лъфкин, Тексас, САЩ, в родината на каубоите – силните и романтични герои на Америка. Учи в Хюстън. Още от малка е ненаситен читател, особено на популярната романтична литература. Любовта и към книгите я насочва да учи в Университета на Северен Тексас в Дентън, Тексас, който завършва със специалност библиотекознание.
След осем години в различни училищни системи, тя решава да направи нещо по-различно. С помощта на съпруга си, Леонард Бакстър, и нейната майка, Мери Лин отваря собствена книжарница „Fictionwise“ в Чатъм, Ню Джърси, и в продължение на повече от 20 години тя продава книги, което и доставя удоволствие всеки ден. През 2013 г. фирмата и е поета от „Barnes & Noble“.
След години работа в книжарницата Мери Лин решава, че отново се нуждае от ново предизвикателство. Подтиквана от съпруга си тя опитва ръката си в писането. След месеци лутане и интензивен труд, през февруари 1981 г., е готов първия и роман „All Our Tomorrows“. Тя го изпраща на издателство „Silhouette“ и той е издаден през следваща година.
От 1982 г. Мери Лин Бакстър е неуморен писател с над 50 романа, издадени в целия свят. След толкова години на писателското поприще тя вече не може и да помисли за нещо друго така завладяващо и прекрасно в кариерата си, на което да посвети неизчерпаемата си енергия.
Мери Лин Бакстър живее със съпруга си Леонард в Лъфкин, Тесас. Обича фитнеса и понякога полага доброволен труд.

## Произведения

### Самостоятелни романи
- All Our Tomorrows (1982)
- Autumn Awakening (1982)
- Shared Moments (1982)
- Tears of Yesterday (1982)
- Memories That Linger (1984)
- Everything But Time (1984)
- A Handful of Heaven (1985)
- Price Above Rubies (1986)
- When We Touch (1986)
- Between the Raindrops (1986)
- Fool's Music (1987)
- Knight Sparks (1988)
- Winter Heat (1989)
- Wish Giver (1989)
- Added Delight (1989)
- Slow Burn (1990)
- Marriage, Diamond Style (1991)
- And Baby Makes Perfect (1992)
- A Day in April (1992)
- Mike's Baby (1993)
- Dancler's Woman (1993)
- Възмездието, Sweet Justice (1994)
- Безценно, Priceless (1995)
- Горещи тексаски нощи, Hot Texas Nights (1996)
- Южняшки огньове, Southern Fries (1996)
- Tight-fitting Jeans (1997)
- Lone Star Heat (1997)
- Hard Candy (1998)
- Raw Heat (1998)
- Slow-talking Texan (1998)
- One Summer Evening (1999)
- Sultry (2000)
- Tempting Janey (2001)
- Like Silk (2002)
- His Touch (2003)
- Pulse Points (2003)
- Without You (2004)
- In Hot Water (2005)
- Evening Hours (2005)
- Totally Texan (2006)
- To Claim His Own (2006)
- At The Texan's Pleasure (2006)
- Tight-Fittin' Jeans (2011)
- Slow Talkin' Texan (2011)

### Участие в общи серии с други писатели

#### серия „Мъже: Произведено в Америка 2“ (Men: Made in America 2)
4. Another Kind of Love: Arkansas (1983)
От серията има още 49 романа от различни автори.

#### серия „Деним и диаманти“ (Denim and Diamonds)
1. Moonbeams Aplenty (1987)

От серията има още 1 роман от Линда Рандъл Уиздъм.

#### серия „Мъж на месеца“ (Man of the Month)
- Tall in the Saddle (1991)
- Saddle Up (1996)
- Heart of Texas (1999)
- Her Perfect Man (2000)
- The Millionaire Comes Home (2001)

От серията има още 82 романа от различни автори.

#### серия „36 часа“ (36 Hours)
1. Lightning Strikes (1997)

- The Christmas That Changed Everything, 2000 – в съавторство с Флин и Мерилин Папано

От серията има още 12 романа от различни автори.

### Сборници
- Silhouette Christmas Stories 1992 (1992) – с Мари Ферарела, Сондра Станфорд и Жан Стивънс
- Daddy's Home (1993) – с Нейъми Хортън и Кристин Джеймс
- Silhouette Summer Sizzlers (1993) – с Ан Мейджър и Лора Паркър
- Undercover Lovers (1994) – с Анет Броадрик и Катлийн Корбел
- Missing Memories (1995) – с Анет Броадрик и Паула Детмър Ригс
- For the Baby's Sake (1997) – с Катлийн Ийгъл и Мари Ферарела
- Christmas Celebrations (1999) – с Мари Ферарела, Сондра Станфорд и Жан Стивънс
- Getting Hitched Volume 8 (1999) – с Ан Мейджър и Кристин Ролофсон
- Texas Heat (1999)
- Take 5, Volume 4 (2001) – с Анет Броадрик и Тес Геритсън
- The Millionaire's First Love (2002) – с Фейръни Престън
- Totally Tempting (2011) – с Анет Броадрик и Пеги Морланд
- Date With a Cowboy (2013) – с Джоан Хол и Даяна Палмър
- Date With... (2013) – с Дона Алуард, Али Блейк, Луси Кларк, Ан Херис, Джоан Хол, Маргьорит Кей, Мелани Мелбърн, Наташа Оукли, Даяна Палмър и Алисън Робъртс